# 千葉県立四街道特別支援学校
千葉県立四街道特別支援学校（ちばけんりつよつかいどうとくべつしえんがっこう）は、千葉県四街道市鹿渡にある公立特別支援学校である。
国立病院機構下志津病院に隣接し、入院しながら通学する児童・生徒がいる。

## 沿革
- 1965年（昭和40年） - 4月1日 千葉県立四街道養護学校設置
- 1966年（昭和41年） - 4月1日 筋萎縮症児童生徒の学級を開設
- 1973年（昭和48年） - 4月1日 高等部設置
- 1978年（昭和53年） - 4月1日 重度重複障害児（脳性まひ）教育を開始
- 1982年（昭和57年） - 4月1日 重度重複障害児高等部教育開始
- 2007年（平成19年） - 4月1日 千葉県立四街道特別支援学校に校名変更
- 2010年（平成22年） - 4月1日 2学期制施行

## 交通
- 総武本線四街道駅から徒歩3分

## 設置学部
- 小学部
- 中学部
- 高等部
  - 一般コース
  - 選択コース
- D（重度重複障害）学級
- 訪問学級